# Rian McLean
Rian McLean (24 de abril de 1984) es un actor australiano, conocido por su personaje de Pete Twist de la serie de T.V. La Familia Twist.